# Carex martynenkoi
Carex martynenkoi là một loài thực vật có hoa trong họ Cói. Loài này được Zolot. mô tả khoa học đầu tiên năm 1984.